# Bunch of Kunst
Bunch of Kunst ist ein Musik-Dokumentarfilm über das englische Electropunk-Duo Sleaford Mods aus Nottingham. Der Film begleitet den Sänger/Rapper Jason Williamson, den Musikproduzent Andrew Fearn und ihren Manager, den Ex-Busfahrer und Musiklabel-Betreiber Steve Underwood, von den Anfängen in englischen Underground-Clubs bis zu ihrem kommerziellen Durchbruch im Jahr 2015 und der Unterzeichnung eines Plattenvertrages beim Musiklabel Rough Trade Records 2016.
Die Weltpremiere fand 2017 beim Internationalen Dokumentarfilmfestival CPH:DOX in Kopenhagen statt. Die Südamerika-Premiere fand 2017 beim Festival Internacional de Cine de Mar del Plata in Argentinien statt. Der Film wurde beim International Documentary Film Festival Amsterdam (IDFA), dem Internationalen Dokumentarfilmfestival Jihlava, Thessaloniki Documentary Festival, Vancouver International Film Festival, IndieLisboa, Viennale, Göteborg International Film Festival und auf dem Musikfestival von Glastonbury gezeigt. Der Kinostart war am 21. April 2017 in Großbritannien und am 12. Juli 2017 in Deutschland. Die Erstausstrahlung im Fernsehen war am 28. Juli 2017 auf Arte.
Der Film war für den deutschen Dokumentarfilmpreis in der Kategorie „Musikfilm“ und für den britischen Musikpreis NME Awards der Musikzeitschrift NME nominiert. Der Film gewann den Q Award des britischen Musikmagazins Q in der Kategorie „Musikfilm“.
In Großbritannien erhielt der Film auf Grund der Vulgärsprache in den Songtexten der Sleaford Mods die Altersfreigabe ab 18.
Der Film wurde zwischen 2015 und 2016 in Großbritannien, Deutschland und Finnland gedreht und wurde als eigenfinanzierte Independent-Filmproduktion realisiert.
Der Filmtitel nimmt Bezug auf den Sleaford Mods Songtitel Bunch of Cunts von der EP Tiswas (2014).

## Rezensionen
Der Film wurde in der deutschen und englischen Presse überwiegend positiv bewertet. The Guardian vergab vier von fünf Sternen und lobte den Film als „exzellent“, er reiße eine „frische Wunde in das von Austerität geprägte Großbritannien“. The Times vergab drei Sterne. The Sunday Times bewertete den Film mit vier Sternen und als „fundamental gut“. Das Musikmagazin Mojo schrieb: „Martin Parr trifft auf Mike Leigh. Ein zugleich witziges und düsteres Roadmovie-Portrait“. RadioTimes beschrieb den Film als „unpretentiös und direkt“. Das britische Online-Film-Portal HeyUGuys verglich Bunch of Kunst mit dem Sex Pistols Dokumentarfilm The Filth and the Fury von Julien Temple.
Der Musikexpress schrieb der Film sei ein „intimer Einblick in die Welt der urigen Grantler - und dazu ein treffsicheres Portrait der desolaten Post-Brexit-Gesellschaft“. Die Süddeutsche Zeitung berichtete „besser als hier wird man die Sleaford Mods kaum je verstehen“. Die Tageszeitung (taz) konstatierte: „Eine große Empfehlung für alle, die dringend das Gefühl bestätigt bekommen müssen, dass draußen in der (Musik-)Welt nicht alles so schlimm, schlecht und scheisse ist wie es uns jeden Tag gezeigt wird. Es gibt sie noch, die paar Aufrechten.“ Deutschlandfunk Kultur berichtete: „Ein toller, ein außergewöhnlicher Film“. Der Bayerische Rundfunk befand „laut, ungeschönt und ein bisschen eigen. Genau wie die Sleaford Mods selbst.“
Auf Rotten Tomatoes wurde der Film mit 100 % bewertet.